# Melchor de Covarrubias
Melchor de Covarrubias y Cervantes llegó de España a América en 1530, siendo uno de los primeros pobladores de la nueva Ciudad de la Puebla de los Ángeles, muriendo en ella el 25 de mayo de 1592. Donó a los jesuitas para que fundaran su Colegio del Espíritu Santo, secularizado en el siglo XIX en Colegio del Estado y posteriormente transformado en la Benemérita Universidad Autónoma de Puebla.

## Esbozo biográfico
Portador de los apellidos de su madre doña Catalina era descendiente de una familia de muy alto linaje en España a cuya casa pertenecían Diego de Covarrubias, obispo de Segovia, presidente del Supremo Consejo de Castilla y de Baltasar de Covarrubias obispo de Oaxaca.
Al llegar de muy joven a la Puebla de los Ángeles se hizo natural y vecino de esta. Desearon sus padres que siguiera la carrera sacerdotal pero tomó el camino de las armas y de los negocios haciendo méritos en la milicia y amasando fortuna en el comercio. 
Los primeros jesuitas llegados a Puebla en 1572 se mantuvieron primero de limosnas por lo que en 1587 recibieron de Melchor de Covarrubias, a la sazón alcalde de la ciudad, una considerable donación por lo que estos le otorgaron el patronato y los privilegios de fundador. Pero la ayuda siguió después de su muerte ya que testó a favor de los jesuitas el resto de sus bienes. 
La inscripción en su sepulcro de la antesacristía del Templo del Espíritu Santo reza en latín: Hic Jacent Cineres, Vivit Vero Memoria per ilustris Equitis Domini Melchioris de Cobarrubias, Huius Ecclesiae et Collegii Fundatoris Insigni; en castellano: "Aquí yacen las cenizas pero vive la memoria del muy ilustre caballero señor don Melchor de Covarrubias, insigne fundador de esta iglesia y colegio.